# Кирил Веренишки
Кирил Веренишки (Кирил Иванов Колев) е български майстор-занаятчия, машиностроител и предприемач, създател на първата българска вършачка и трактор през първата половина на ХХ век.

## Биография
Роден е на 28 май 1898 г. в с. Долна Вереница, Фердинандско, (дн. област Монтана) в семейството на Иван Колов – земеделец, и Кремена Иванова – домакиня. Израства като единствено момче в многолюдното семейство, но остава сирак и не успява да получи добро образование. Завършва 3-то отделение в родното си село, след което става чирак, по-късно калфа в железарска работилница в гр. Фердинанд.
Още в ранните си години проявява любознателност и наклонност към занаятите и изобретенията – сам построява дървен велосипед, с който изминава разстоянието от 8 км от с. Долна Вереница до гр. Фердинанд. Според сведения на наследниците му е бил пленник в Сърбия по време на Първата световна война.
На 22 годишна възраст завършва машинно-технически курс в Държавно земеделско училище в с. Кнежа и получава Свидетелство № 387 от Министерство на земеделието и държавните имоти по управление на земеделски оръдия и машини (1920 г.). В следващите години продължава да работи, като усъвършенства и своята квалификация – подготвя се за изпити и получава две майсторски свидетелства. Първото през 1924 г. за „Майстор по железаро-монтьорския занаят“, а второто през 1926 г. когато е провъзгласен за „Градски майстор по шлосерство и стругарство“. Свидетелствата са издадени след успешно положени изпити пред Русенската търговско-индустриална камара.
Създава семейство като се оженва за Ивана, дъщеря на заможния фердинандски жител Атанас Камарашки, построява собствена къща и работилница зад Държавната болница в гр. Фердинанд. В семейството се раждат четири дъщери – Виолета, Младенка и близначките Лидия и Лилия.
През 1927 г. открива работилница „Стругъ“, в която се изработват и поправят различни земеделски и индустриални машини. Обява за откриването на работилницата е публикувана във фердинандския вестник „Наше слово“ през м. април 1927 г. Сред най – крупните технически постижения на работилница „Стругъ“ през първата половина на миналия век са изработените в нея вършачки и трактор – едни от първите български земеделски машини.
Името на Кирил Веренишки става известно във Фердинандска околия и в съседните райони. Успешната му дейност на талантлив майстор и изобретател е прекратена през декември 1947 г. когато по силата на чл.1 от Закона за национализация на частните индустриални и минни предприятия, Машинно-строителната работилница „Стругъ“ е национализирана и прекратява своята дейност. За управители са назначени: Първан Петров Биволарски, Давид Атанасов Камарашки и Михаил Стоянов Божилов. През 1950 г. национализираната работилница е предадена на МТС – Михайловград. Известно време Кирил Веренишки остава да работи в МТС като майстор по ремонта на земеделските машини – трактори и вършачки, но условията не му позволяват да разгърне своите способности и напуска работа.
Кирил Веренишки се преселва със семейството си в София, закупува жилище до Министерство на земеделието и постъпва на работа в машиностроителния завод „23 декември“ (дн. Мастер ООД). В мазето на своя апартамент обзавежда работилница и продължава да изработва машини и приспособления – машина за изработване и циклене на паркет по италиански модел. Построява и въртящата се сцена на Софийската народна опера. Умира в София през 1973 г., изпратен от своите близки, познати и признателни граждани на Михайловград.

## Предприемаческа дейност
Кирил Веренишки започва самостоятелна производствена дейност след получаване на майсторски свидетелства и придобиване право да упражнява своя занаят. Създадената през 1927 г. в гр. Фердинанд машиностроителна работилница „Стругъ“ е обзаведена с най-новите комплекти машини и инструменти. В нея се извършва прецизно всякакъв вид стругарска работа, поправят се земеделски и дърводелски машини, мелнични сита, дараци, чепкала, автомобили, маслодайни, цигларски и други машини. Приемат се стари и изгорели вършачки (батози) за генерален ремонт и др. Работата се извършва бързо, точно и трайно, на износни цени. Като дългогодишен механик Кирил Веренишки дава безплатни съвети и упътвания на всички, които желаят да се снабдят със земеделска и друга техника. Най-новото – в работилницата се изработват „нови вършачки (батози) с дървена конструкция от 3 – 5 конски сили със съчмени лагери, зъбен барабан, вътрешен апарат за дребна и мека слама, приготвени специално за местните условия“.
С производството на вършачки по собствен проект в края на 20-те години на миналия век, Кирил Веренишки поставя в гр. Фердинанд начало на крупното българско земеделско машиностроене. Едва през 1939 г. русенската фабрика „Мюлхаупт“ произвежда вършачка, считана официално за „първата българска вършачка“.
- Майсторско свидетелство на Кирил Веренишки,1926 г.
- Обява за откриване на машинна работилница „Струг“,1927 г.
- Вършачка № 9 на Кирил Веренишки,1936 г.
- Семейна снимка на Кирил Веренишки, 1940 г.
- Трактор на Кирил Веренишки,1940 г.

В организираната Културно-стопанска изложба в гр. Фердинанд от 15 до 21 август 1935 г., Кирил Веренишки представя една батоза (вършачка), изработена от него. Кметът на града Гоцо Митов в изтъква в своето изложение: „През изтеклата 1935 г. устроихме Втора стопанска изложба заедно с птицевъдна изложба. Тук участваха вече повече изложители, над 350 с по-крупни изделия. Нашият съгражданин Киро Иванов изложи една батоза изработена от него с всички преимущества“.
През април 1936 г. Кирил Веренишки участва с изработена от него вършачка на IV мострен панаир – Пловдив, където са представени 1800 изложители. Машината е транспортирана с влак от гара Фердинанд до гара Пловдив и обратно. За своето участие получава премия от 100 000 лева и Почетна грамота.
Неговата вършачка, която не отстъпва със своите качества на вносните машини е с по-ниска цена и прави впечатление на представители на чуждестранни фирми от Виена и Будапеща, които му предлагат изгодни условия за работа при тях. Кирил Веренишки не пожелава да замине в чужбина и остава да работи в България.
От създаването на машинна работилница „Стругъ“ през 1927 г. до 1936 г. в нея са произведени 9 вършачки. На снимка на вършачката от 1936 г. с персонала на работилницата, една от дъщерите на Кирил Веренишки, показва старателно изписаната цифра 9 – пореден номер на произведената вършачка. За целия период от създаването на работилницата до национализацията ѝ през 1947 г. са произведени няколко десетки броя вършачки. Работили са около 20 работници, наети и обучавани от Кирил Веренишки. Те се трудели на смени, за да не загасне пещта в леярната. За тях той е бил не само собственик на предприятието и уважаван майстор, но и техен другар, помогнал им да усвоят монтьорската професия. На мнозина от тях е кумувал по време на техните сватби.
Заедно с производството на вършачки възниква и необходимостта от задвижваща сила, която да приведе в действие техните механизми. За това в работилницата се изработва трактор, по неизвестен проект, чиито технически данни и експлоатационни качества, също не са известни. Изработеният от Кирил Веренишки трактор е засвидетелстван на снимка, съхранявана в Националния земеделски музей в София и датирана към 1936 – 1937 г. Същата датировка има и снимка с няколко вършачки, една от които е задвижвана от трактор на Кирил Веренишки. Данните показват, че тракторът на Кирил Веренишки е произведен повече от едно десетилетие преди официално определяния като „първи български трактор Мофаг-2“ от 1949 г. – дело на „Завод-15“ в Карлово.
На произведените многобройни машини в работилницата на Кирил Веренишки е поставена фабрично-заводска табелка /художествено изработена медна пластина/ с наименование „МАШИННА РАБОТИЛНИЦА „СТРУГЪ“ – КИРИЛ ИВ. ВЕРЕНИШКИ и & – ГР. ФЕРДИНАНД“ с инвентарен номер на изделието. Освен вършачки и трактори, в работилница „Стругъ“ са произвеждани сеялки, сламопреси, фрезмашини, шепинг-машини, стругове и др. Те са по-евтини и не отстъпват по качество на вносните, поради което са предпочитани от българските клиенти.
Със своята промишлена дейност Кирил Веренишки се стреми да облекчи тежкия и непривлекателен труд на своите съселяни и на земеделците от гр. Фердинанд и околията. Вследствие на променената социално-икономическа обстановка в страната не успява да осъществи докрай своите планове и проекти в машиностроенето, но оставя името си сред първите производители на земеделска техника в България. В гр. Монтана, където осъществява своите способности на талантлив майстор, машиностроител и предприемач, и успява да получи заслужено признание, днес името и делото му са незаслужено забравени.